# Vanand, Armavir
Vanand là một đô thị thuộc tỉnh Armavir, Armenia. Dân số ước tính năm 2011 là 1050 người.